# Boeing Yellowstone
Yellowstone é um projeto da Boeing que inicialmente pretendia substituir seu portfolio inteiro de aviões com uma nova tecnologia avançada. O projeto teria início com a fabricação do Boeing Sonic Cruise, um avião que seria extremamente rápido. No entanto, no início do novo milênio, o preço do combustível aumentou e as empresas aéreas buscaram aeronaves econômicas ao invés de velozes, fazendo com quem o projeto do Sonic Cruise (Batizado de Y2) fosse cancelado.

## Características
Yellowstone é dividido em três partes:
- Boeing Y1, (Atualmente as versões MAX do 737) substituirá a linha 737 e terá capacidade entre 80 e 200 passageiros.

No entanto, ao invés de lançar uma aeronave totalmente do zero, a Boeing optou por fazer como a Airbus e apresentou uma versão remotorizada do 737, dando origem a família 737Max dividido em 3 versões, 737-7Max, 737-8Max e 737-9Max. Ambos os aparelhos apresentam melhorias aerodinâmicas, como os novos "winglets" e uma redução nos custos operacionais sendo mais eficientes. O primeiro modelo a entrar em operação será o 737-8Max, que teve seu primeiro voo em Janeiro de 2016.
- Boeing Y2, (Atualmente o Boeing 787)substituirá as linhas 757-300 e 767. O Y2, que inicialmente referia-se ao Sonic Cruiser, que foi cancelado depois do alto preço do petróleo, já que era uma aeronave que consumia muito, o contrário do que as aéreas realmente queriam. Entretanto a Boeing lançou uma aeronave, cujo projeto seria feito do zero, e seria a opção perfeita para as empresas que pretendiam aposentar seus velhos Boeing 767 ou até mesmo Airbus A 330. Surgiu assim o "7E7", mais tarde designado como  Boeing 787 Dreamliner, uma aeronave 20% mais eficiente que o 767 e com potência nos motores 40% maior. A Aeronave tinha em Novembro de 2015 mais de 1.100 encomendas, dividas nas três versões do Modelo, 787-8, 787-9 e a maior, que ainda esta na produção do primeiro protótipo o 787-10.

- Boeing Y3,[Em Desenvolvimento(Nova Versão do Boeing 777 chamada Boeing 777X)] substituiria as linhas Boeing 777 e Boeing 747 e teria capacidade para mais de 300 passageiros.

A Boeing novamente optou por lançar apenas uma versão remotorizada de sua aeronave de longo alcance mais vendida, o Boeing 777.
Foram apresentadas então as novas versões do maior jato bimotor do Mundo, sendo elas: 777-8X e o 777-9X que representam uma grande redução de custos operacionais e melhorias aerodinâmicas. Essas novas versões são substitutas do  Boeing 777-200  e do  Boeing 777-300 respectivamente com capacidade para até 450 passageiros, podendo substituir, até mesmo os  Boeing 747-400 mais velhos.
Sendo assim projeto Yellowstone esta praticamente concluído.